# Sérgio Dutra Santos
Sergio Dutra Santos, conocido como Serginho o Escadinha (* Diamante del Norte, 1975 ), es un jugador brasileño de voleibol profesional. Juega en el puesto de Líbero. En el 2009 llegó a ser el primer líbero en ser nominado MVP en la Liga Mundial (an honor which is usually given to spikers or setters).

## Biografía
Sérgio Dutra Santos nació en Diamante del Norte, Estado de Paraná, el 15 de octubre de 1975.
Debutó en el club EC Palmeiras de São Paulo, en 1989. Hizo su debut internacional en el Campeonato de la Liga Mundial en Grecia en el año 2001. Desde su incorporación a las competiciones internacionales ha demostrado ser uno de los mejores líberos de voleibol del mundo por su rapidez y agilidad en las recepciones.
Participó con la selección brasileña en los Juegos Olímpicos de Atenas 2004 con quien ganó la medalla de oro . En los Juegos Olímpicos de verano de 2008 realizados en Pekín (China) consiguió ganar la medalla de plata.

Con el Copra Piacenza ganó la medalla de plata en la Liga de Campeones de Europa 2007–08 y fue galardonado individualmente como el "Mejor Líbero".
Santos ganó la medalla de oro con el seleccionado nacional y como Mejor Jugador, Mejor Líbero, Mejor Digger y Mejor Receiptor en el Campeonato Sudamericano Masculino de Voleibol de 2011.

## Clubs
- Copra Piacenza (2007–2008)

## Premios

### Individuales
- Copa Mundial Masculino de Voleibol de 2003 FIVB "Mejor líbero"
- Copa Mundial Masculino de Voleibol de 2007 FIVB "Mejor líbero"
- Juegos Panamericanos de 2007 "Mejor líbero"
- Juegos Panamericanos de 2007 "Mejor recepcionista"
- 2007–08 Liga de Campeones de Voleibol Masculino Final Four "Mejor líbero"
- Liga Mundial de Voleibol 2009 "Mejor Jugador"
- Campeonato Sudamericano Masculino de Voleibol de 2011 "Mejor Jugador"
- Campeonato Sudamericano Masculino de Voleibol de 2011 "Mejor líbero"
- Campeonato Sudamericano Masculino de Voleibol de 2011 "Mejor Digger"
- Campeonato Sudamericano Masculino de Voleibol de 2011 "Mejor recepcionista"

### Selección nacional
- Juegos Olímpicos: 2004-2008-2016
- Campeonato Mundial: 2002, 2006
- Liga Mundial: 2001, 2003, 2004, 2005, 2006, 2007, 2009
- Copa Mundial: 2003
- Juegos Panamericanos: 2007

### Clubs
- 2007–08 CEV Indesit Liga de Campeones –  Runner-up, con Copra Piacenza